# Fènix (moneda)

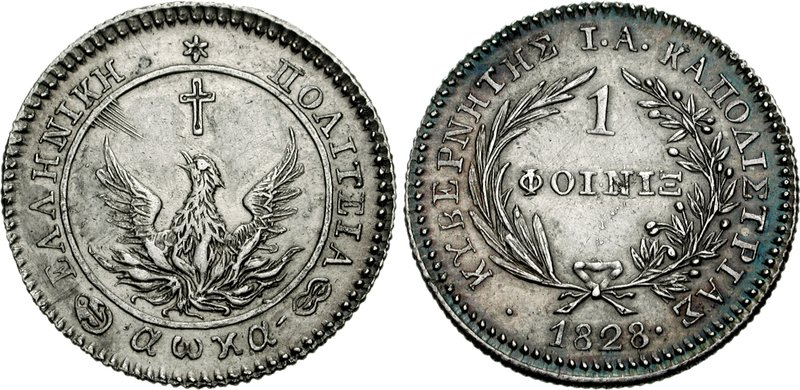
Un fènix de plata de 1828

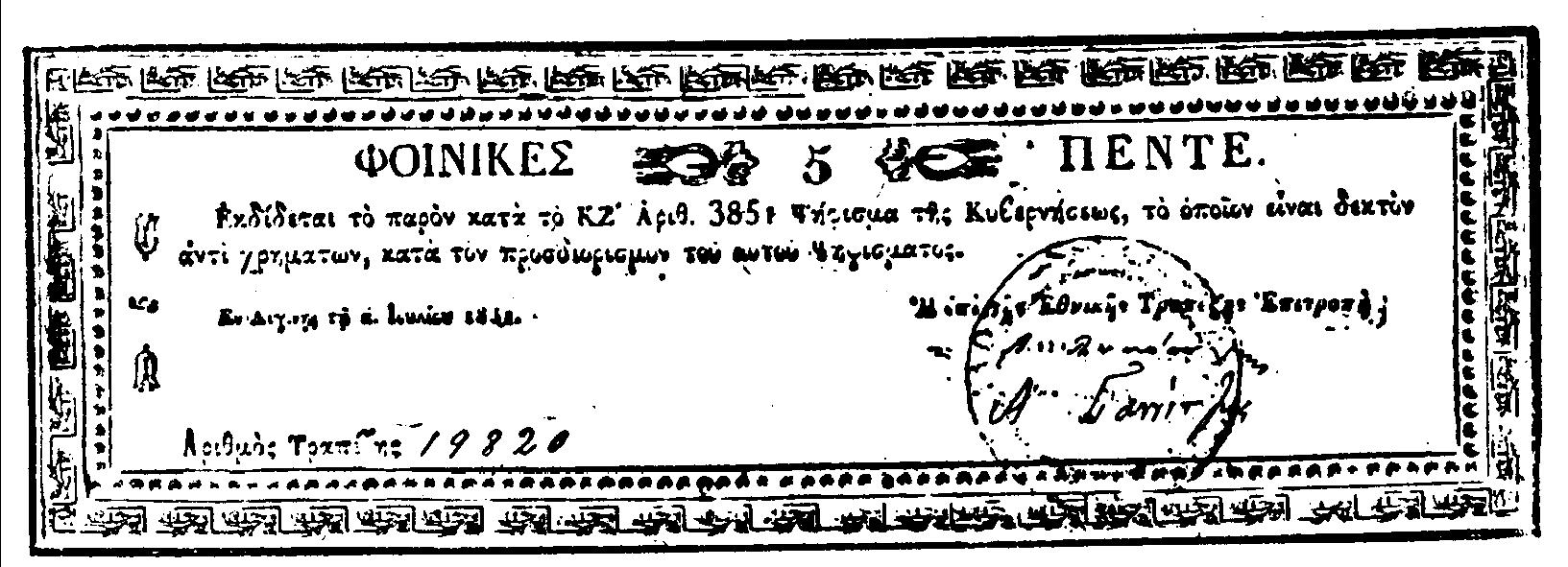
Billet de cinc fènix c. 1830

El fènix (en grec:, φοίνιξ, foínix pl. φοίνικες, foínikes) va ser la primera moneda de la Grècia moderna. Va estar en vigor entre 1828 i 1832, quan va ser substituïda per la dracma grega moderna.

## Història
El 1827, quan va néixer oficialment la Grècia moderna –després de la batalla de Navarino–, les transaccions monetàries es realitzaven principalment en moneda otomana, així com en diferents monedes estrangeres, com el ral de vuit espanyol.
Principalment per evitar la circulació de moneda otomana, el comte corfiota Ioannis Kapodístrias, aleshores president de Grècia, va introduir el 1828 el fènix de plata, dividit en 100 cèntims (leptó) per influència francesa. El nom provenia del mític au fènix, au amb la qual es pretenia simbolitzar el renaixement de Grècia. Pel que fa a la seva llei, estava compost per un 90% de plata i un 10% de coure, com la majoria de les encunyacions en argent de l'època.
Va reemplaçar al kuruş; otomà (anomenat en Grècia:γρόσι gròsi; pl.γρόσια gròsia) a raó de 6 fènix per kuruş. El kuruş equivalia completament al ral de vuit, una sisena part del pes del qual equivalia a 4,074 grams de plata pura. Tanmateix, el fènix només pesava 3,747 grams de plata pura, ja que, en ser el ral de vuit fàcilment adulterable, d'haver estat completament equivalent hauria desaparegut de la circulació a favor del ral. Van circular subdivisions d'1, 5, 10 i 20 leptó de coure.1 El conjunt de cinc fènix conformava una «ègida» o «tàler de plata».
Només es va encunyar un petit nombre de monedes, per la qual cosa la major part de les transaccions de Grècia van continuar efectuant-se en moneda estrangera. Mancat de metalls preciosos per encunyar més moneda, el govern va emetre l'any 1831, 300.000 fènix en bitllets, que no eren recolzats per cap dipòsit. Per tant, els bitllets van ser àmpliament rebutjats i gairebé no van circular. El 1832 es va reformar el sistema monetari i el fènix va ser reemplaçat al par per la nova dracma, introduïda oficialment el 1833.